# Don Winslow
Don Winslow (New York, 31 oktober 1953) is een Amerikaanse auteur. Hij is vooral bekend om zijn misdaad- en mysteryromans, die zich vaak in Californië afspelen.

## Biografie
Don Winslow werd in 1953 geboren in New York, maar groeide op in Perryville, een kustdorpje in South Kingstown (Washington County (Rhode Island)). Zijn moeder was een bibliothecaris en zijn vader was een onderofficier van de United States Navy.
Winslow studeerde af in de richting Afrikaanse Geschiedenis aan de Universiteit van Nebraska. Alvorens hij een schrijver werd, had hij verschillende baantjes. Eind jaren 1970 verhuisde hij terug naar New York, waar hij werkzaam was als de manager van een bioscoopketen en als privédetective. Nadien ging hij terug naar school en behaalde hij een Masterdiploma in de richting Militaire Geschiedenis. Hij leidde ook safari's in Kenia en ondernam grote wandeltochten in de Chinese provincie Sichuan.
In 1991 werd zijn debuutroman A Cool Breeze on the Underground uitgebracht. Het was tevens zijn eerste boek over het hoofdpersonage Neal Carey, een jonge, New Yorkse boekenwurm en privédetective.
Midden jaren 1990 verhuisde Winslow met zijn gezin naar Californië. In 1997 bracht hij de roman The Death and Life of Bobby Z uit. Het boek werd een groot succes, hetgeen hem toeliet om voltijds schrijver te worden. Tien jaar later werd het boek verfilmd door regisseur John Herzfeld.
In 2010 schreef Winslow de misdaadroman Savages. Het boek, over twee Amerikaanse drugsdealers die ruzie krijgen met een Mexicaans drugskartel, werd twee jaar later verfilmd door Oliver Stone. Winslow zelf schreef het scenario voor de verfilming.
De trilogie Power of the Dog (niet vertaald), Het Kartel en De Grens laten ons kennis maken met het verloop van de "War on Drugs" en de gevolgen van deze aanpak voor de VS, Mexico en Latijns Amerika. In deze trilogie slaagt Winslow er in een extra laag te creëren in zijn verhaal. Hoofdpersoon Art Keller ziet zijn werk voor de CIA en DEA totaal ontsporen wanneer elke Amerikaanse actie enkel leidt tot nog meer geweld, drugswinsten, corruptie en aanbod van drugs op elke straathoek in de VS.